# Поволжская (Волжская) группа
Поволжская (Волжская) группа — воинское соединение Восточного фронта белогвардейских армий во время гражданской войны в России в 1919—1920 гг. Группа была создана на базе 1-го Волжского корпуса и существовала с 25.05.1919 г. по 20.03.1920 г. Входила в состав 3-й армии.

## Командующие Поволжской группой
1. генерал-лейтенант В. О. Каппель (25.12.1918-10.10.1919)
2. генерал-майор А. С. Имшенецкий (04.11.1919-05.01.1920)

## Состав
В состав группы входили:
- 1-я Самарская стрелковая дивизия (генерал-майоры Имшенецкий (умер) и Сахаров Н. П., 04.11.1919-20.03.1920):
  - 1-й Волжский стрелковый полк (полковник Миронов, в первом же бою 17.07.1919 отстранен Имшенецким; с 22.07.1919 — капитан Мечь, который вскоре также был снят);
  - 2-й Самарский стрелковый полк (подполковник Пирфаров, снят 20.08.1919, полковник Калац);
  - 3-й Ставропольский стрелковый полк (полковник Ромеров).

К 20.11.1919, в начале «(Великого) Сибирского Ледяного похода», вследствие больших потерь дивизия сведена в районе Новониколаевска в бригаду.
- 3-я Симбирская стрелковая дивизия, 20.08.1918-20.12.1919 (полковник Подрядчик К. Т.):
  - 9-й (Симбирский) стрелковый полк,
  - 10-й Бугульминский стрелковый полк,
  - 11-й Сенгилевский стрелковый полк,
  - 12-й Бузулукский стрелковый полк

После сдачи Новониколаевска Красной армии, 19.11.1919 дивизия выведена в резерв и сведена в полк. Расформирована 20.12.1919.
- 13-я Казанская стрелковая дивизия, 11.1918-01.1920 (генерал-майор Перхуров А. П.):
  - 49-й Казанский стрелковый полк,
  - 50-й Арский стрелковый полк,
  - 51-й Уржумским стрелковый полк,
  - 52-й стрелковый полк.

Дивизия уже в начале «Великого Сибирского Ледяного похода» вследствие малочисленности была сведена в бригаду и почти полностью погибла у Красноярска 01.1920. Генерал-майор Перхуров А. П., заблудившись в Байкальской тайге 11.03.1920, попал в плен, сдавшись (окружившим его и нескольких его спутников, включая брата Бориса) красным партизанам.
- Волжская кавалерийская бригада, 01.1919-20.03.1920 (генерал майор Нечаев К. П.), с её:
  - Самарским гусарским полком,
  - Волжским драгунским полком.
- Оренбургская казачья бригада, 11.1919-03.1920.
  - Отдельная Волжская конно-артиллерийская батарея (полковник Вырыпаев В. О.)